# Aden Airways
Aden Airways war eine Fluggesellschaft und Tochtergesellschaft der British Overseas Airways Corporation mit Sitz in Aden, Südjemen.

## Geschichte
Die Fluggesellschaft wurde am 7. März 1949 als Tochtergesellschaft der British Overseas Airways Corporation gegründet. Die Flotte bestand aus 6 Douglas DC-3, die von der Muttergesellschaft übernommen wurden. Ab dem 1. Januar 1961 fanden reguläre Flüge auf der Verbindung Aden - Nairobi nach einer Vereinbarung mit East African Airways statt. Aufgrund der Aden-Krise mussten die Flüge der Gesellschaft am 30. Juni 1967 eingestellt werden.

## Flotte

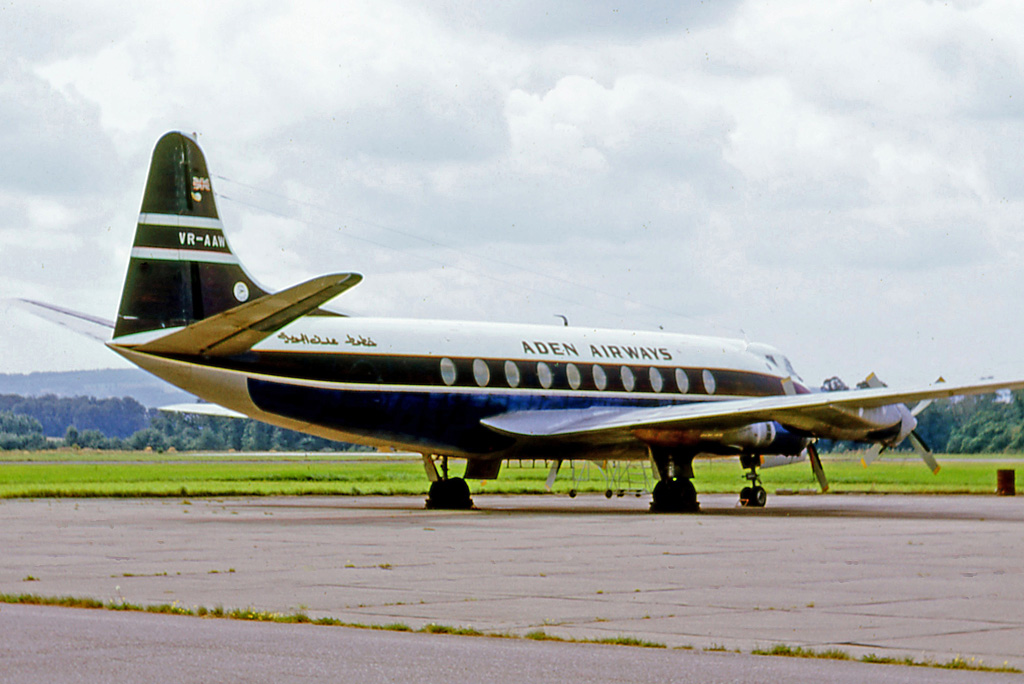
Eine Vickers Viscount von Aden Airways.

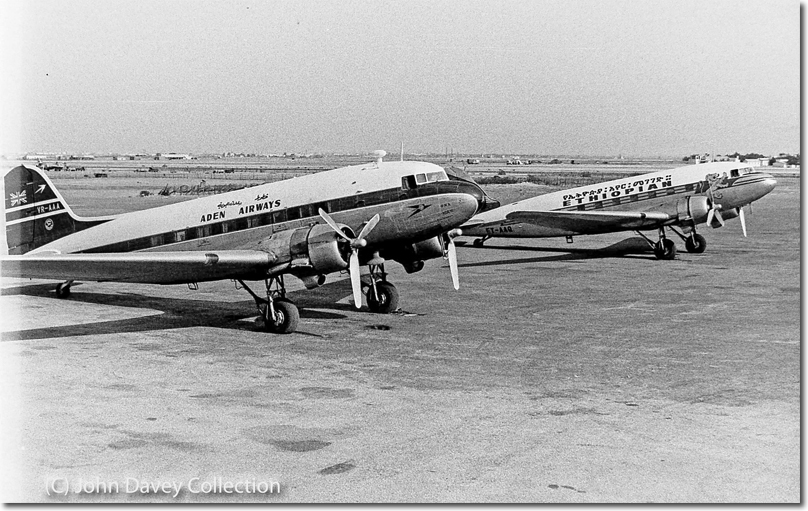
Links eine Douglas DC-3 von Aden Airways.

### Avro 748
Im Mai 1960 wurden zwei Hawker Siddeley HS 748 bestellt, jedoch wurde die Bestellung im Mai 1962 gestrichen.

### Avro York
1954 und 1955 wurden mehrere Avro York von Skyways geleast.

### Canadair North Star
Im Jahr 1960 wurden drei Canadair North Star (bei BOAC C-4 Argonaut genannt) von BOAC und eine von East African Airways. Eine weitere wurde von Derby Aviation, einer Tochtergesellschaft der Air Schools, geleast.

### Douglas DC-3
Zwölf Douglas DC-3  wurden von 1950 bis zur Einstellung des Betriebs benutzt.

### Vickers Viscount
Im September 1963 wurden zwei Vickers Viscount bestellt. Während ein Flugzeug im April 1967 verschrottet wurde, wurde das andere am 21. Juli 1967 durch einen Bombenangriff zerstört.

## Zwischenfälle
- Am 22. November 1966 explodierte in einer Douglas DC-3/R4D-1 der Aden Airways (Luftfahrzeugkennzeichen VR-AAN) in der Kabine eine Bombe, links direkt über der Tragfläche. Das Flugzeug brach in einer Höhe von 6000 Fuß (1800 Metern) auseinander und stürzte bei Wadi Rabtah (Südjemen) ab. Die Maschine war auf dem Weg vom Flughafen Mayfa'ah zum Flughafen Aden. Alle 30 Insassen, drei Besatzungsmitglieder und 27 Passagiere, wurden getötet.[2][3]

- Am 30. Juni 1967 wurde eine geparkte Vickers Viscount 760D der Aden Airways (VR-AAV) auf dem Flughafen Aden (Südarabische Föderation) durch eine terroristische Bombenexplosion zerstört. Personen kamen nicht zu Schaden.[4]